# 瓦卢比利斯
瓦盧比利斯（阿拉伯语：‎，又譯作沃呂比利斯）是一座部分出土的罗马古城，位于摩洛哥非斯和拉巴特之间的梅克内斯附近。内有富饶的农业区，它的开发是从公元前3世纪开始的，当时是一个腓尼基/迦太基居民点。公元1世纪起，它在古罗马的统治下迅速增长，面积增至40公顷，城墙总长2.6公里。2世纪时城内建成了许多大型公共建筑，包括教堂、寺庙和凯旋门。橄榄种植业是该城得以繁荣的主因，许多精美的大型马赛克地板城镇房屋在此一时期得到了建设。

## 世界遺產
瓦盧比利斯始建於公元前3世紀，曾經是古代茅利塔尼亞人的首都，後成為羅馬帝國的重要前哨基地，並增建了許多精緻的建築物。於富饒的農業區中，保存有這些多樣的考古遺跡。瓦盧比利斯後來短暫成為伊德里斯王朝奠基者伊德里斯一世的首都，伊德里斯一世下葬在穆萊·伊德里斯城鎮附近。根据文化遗产遴选标准C(II)(III)(IV)(VI)，1997年瓦卢比利斯遗址被列入《世界遗产目录》。

### 登録基準
该世界遗产被认为满足世界遺產登錄基準中的以下基準而予以登錄：
- （ii）在某期间或某种文化圈里对建筑、技术、纪念性艺术、城镇规划、景观设计之发展有巨大影响，促进人类价值的交流。
- （iii）呈现有关现存或者已经消失的文化传统、文明的独特或稀有之证据。
- （iv）关于呈现人类历史重要阶段的建筑类型，或者建筑及技术的组合，或者景观上的卓越典范。
- （vi）具有显著普遍价值的事件、活的传统、理念、信仰、艺术及文学作品，有直接或实质的连结（世界遗产委员会认为该基准应最好与其他基准共同使用）。